# 吴征 (1972年)
吴征（1972年6月10日—2011年7月2日），安徽萧县人，中共党员。曾任凤凰网总编辑，百视通首席运营官、总编辑。

## 生平
1995年，毕业于安徽师范大学中文系并留校任教。1999年，进入安徽卫视，历任编辑、主编、社会新闻部副主任。2002年，供职中央电视台，历任《面对面》栏目主编、《新闻调查》总策划和执行制片人。2006年，任凤凰卫视中文台总编室主任。2007年，任凤凰新媒体总编辑。2009年，加盟上海广播电视台、上海东方传媒集团有限公司旗下新媒体企业百视通公司，担任百视通首席运营官、总编辑。2011年7月，因心脏病突发上海逝世，终年39岁。